# Монарх білошиїй
Монарх білошиїй (Symposiachrus vidua) — вид горобцеподібних птахів родини монархових (Monarchidae). Ендемік Соломонових Островів.

## Підвиди
Виділяють два підвиди:
- S. v. squamulatus (Tristram, 1882) — острів Уґі[en];
- S. v. vidua (Tristram, 1879) — острів Макіра.

## Поширення і екологія
Білошиї монархи є ендеміками Соломонових островів. Вони живуть у вологих рівнинних тропічних лісах.